# Жуйцзинь
Жуйцзи́нь (кит. упр. 瑞金, пиньинь Ruìjīn) — городской уезд городского округа Ганьчжоу провинции Цзянси (КНР).

## История
Уезд Жуйцзинь (瑞金县) был образован в 953 году, когда эти места находились в составе государства Южная Тан.
В 1931—34 являлся «Красной столицей» Китайской Советской республики, созданной под руководством Коммунистической партии Китая, и резиденцией Центрального рабоче-крестьянского демократического правительства. В Жуйцзине в 1931 году состоялся 1-й, а в 1934 году — 2-й Всекитайские съезды советов. В 1933 году в уезд переехало Политбюро КПК и большая часть секретарей ЦК. В ноябре 1934 года в ходе Пятого наступления войск Гоминьдана главные силы Китайской Красной армии оставили Жуйцзинь и начали свой знаменитый Великий поход.
После образования КНР в 1949 году был создан Специальный район Жуйцзинь (瑞金专区), и уезд вошёл в его состав. В ноябре 1949 года был создан Ганьсинаньский административный район (赣西南行署区); Специальный район Жуйцзинь был при этом переименован в Специальный район Нинду (宁都专区) и подчинён Ганьсинаньскому административному району. 17 июня 1951 года Ганьсинаньский административный район был упразднён. 29 августа 1952 года Специальный район Нинду был присоединён к Специальному району Ганьчжоу (赣州专区).
В мае 1954 года Специальный район Ганьчжоу был переименован в Ганьнаньский административный район (赣南行政区). В мае 1964 года Ганьнаньский административный район был снова переименован в Специальный район Ганьчжоу. В 1970 году Специальный район Ганьчжоу был переименован в Округ Ганьчжоу (赣州地区).
Постановлением Госсовета КНР от 18 мая 1994 года уезд Жуйцзинь был преобразован в городской уезд.
Постановлением Госсовета КНР от 24 декабря 1998 года Округ Ганьчжоу был преобразован в городской округ; это постановление вступило в силу с 1 июля 1999 года.

## Административное деление
Городской уезд делится на 7 посёлков и 10 волостей.

## Культура
Основными туристическими объектами на территории городского уезда являются древние гончарные печи и архитектурные комплексы, сооруженные в период империй Мин и Цин (XIV — начало XX веков).
Туристическую привлекательность создают также объекты, связанные с революционной борьбой китайских коммунистов на ранних этапах. Актовые залы, где состоялись 1-й и 2-й Всекитайские съезды советов, а также другие сооружения, где жили и работали Мао Цзэдун и другие революционеры, ныне находятся под охраной государства.

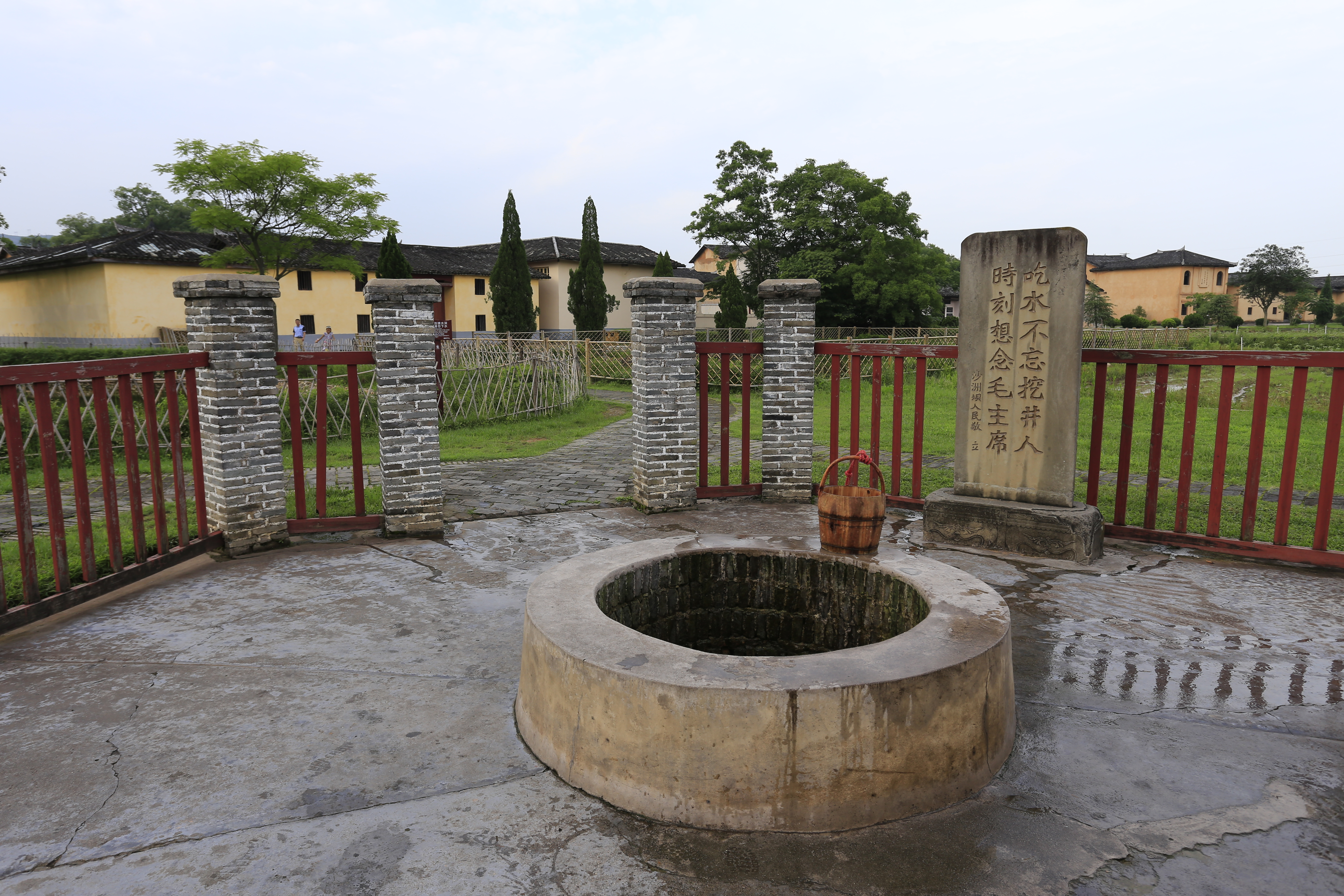
Колодец в посёлке Шачжоуба, копание которого организовал Мао Цзэдун, и памятная стела рядом с ним

Одной из известных в Китае достопримечательностей Жуйцзиня является колодец в посёлке Шачжоуба, копание которого организовал Мао Цзэдун во время руководства революцией в провинции Цзянси. После победы революции местные жители рядом с колодцем установили памятную стелу с надписью: «Когда пьём воду, не забываем копавших колодец людей, всё вспоминаем председателя Мао» (кит. упр. 吃水不忘挖井人，时刻想念毛主席).